# Jamaal Franklin
Jamaal Franklin (Moreno Valley, 21 luglio 1991) è un cestista statunitense.

## Carriera
È stato selezionato dai Memphis Grizzlies al secondo giro del Draft NBA 2013 (41ª scelta assoluta).